# Hermann Wentzel (Architekt)

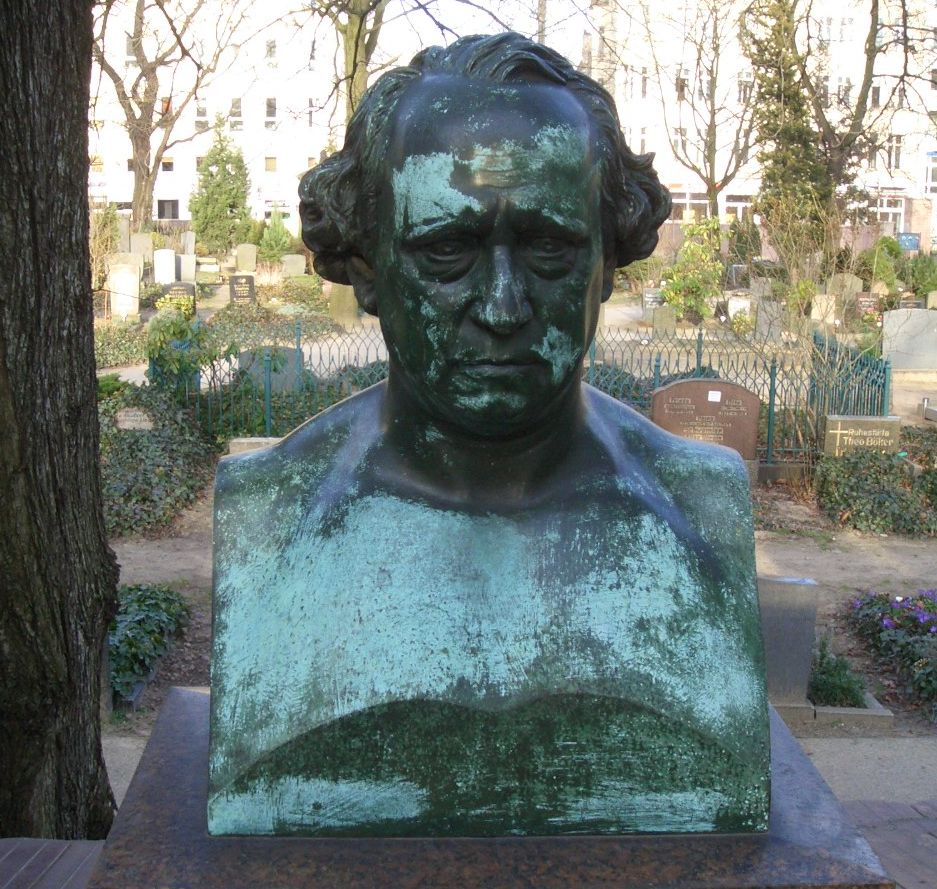
Büste von Fritz Schaper für Wentzels Grab

Hermann Heinrich Alexander Wentzel (* 30. Oktober 1820 in Berlin; † 14. Juni 1889 ebenda) war ein deutscher Architekt.

## Leben
Sein Vater war Ziegeleibesitzer und bestimmte seinem Sohn – trotz dessen außerordentlich künstlerischen Begabung – mit 14 Jahren eine Maurerlehre zu beginnen. Nach der Gesellenprüfung wurde er Mitarbeiter von Friedrich August Stüler. Er fertigte erfolgreich für ihn Zeichnungen, was ihm den Spitznamen Stülers Bleistift eintrug. 1844–1846 baute er die von Stüler entworfene St.-Matthäus-Kirche in Berlin. 1850–1851 war er im Auftrag Stülers in Stockholm und leitete dort den Bau des Schwedischen Nationalmuseums. Von 1851 bis 1872 war er auf Vermittlung Stülers als Architekt und Kunstintendant des Prinzen Friedrich der Niederlande in Den Haag tätig. In dessen Auftrag führte Hermann Wentzel 1863 bis 1866 sein bauliches Hauptwerk aus, den Umbau des Schlosses Muskau. Ihm gelang dabei die perfekte Einbeziehung älterer Teile des Schlossgebäudes unter Berücksichtigung des landschaftlich reizvollen Parks.
Er erwarb das Eckgrundstück Friedrichstraße 79a / Französische Straße in Berlin und entwarf dafür ein 1862–1863 erbautes spätklassizistisches Warenhaus mit einer Gusseisen-Skelettkonstruktion. Dieser letzte erhaltene Bau seiner Art in Berlin wurde 1995 abgerissen. Als die Friedrichstraße 1872 zu einer Hauptgeschäftsstraße ausgebaut wurde, konnte er das Grundstück für 2 Millionen Mark verkaufen, was zur finanziellen Absicherung führte. Er war seitdem als Privatbaumeister (freiberuflicher Architekt) tätig und erhielt 1873 von Kaiser Wilhelm I. den Ehrentitel „Königlicher Baurat“.
Wentzel war verheiratet mit Maria Elisabeth Wentzel-Heckmann (gen. Elise; 1833–1914), der jüngsten Tochter des wohlhabenden Berliner Unternehmers Carl Justus Heckmann. Die Ehe blieb kinderlos. Wentzel erwarb 1872 die repräsentative, 1862 nach Entwurf von Martin Gropius errichtete Villa Gruner, Victoriastraße 27 im Tiergartenviertel; zwischen 1879 und 1881 gestaltete er die Fassade neu und baute einen Seitenflügel an.
Im Jahr 1885 beauftragte Wentzel den Bildhauer Fritz Schaper, eine Büste für sein Grabmal herzustellen. Als er am 14. Juni 1889 starb, ließ seine Frau das Grabmal nach seinen Plänen auf dem Dorotheenstädtischen Friedhof in Berlin ausführen.
Nach dem Tod ihres Mannes gründete Elise Wentzel 1894 mit einem Kapital von 1,5 Millionen Mark eine Stiftung zugunsten der Königlich Preußischen Akademie der Wissenschaften und wurde dafür am 20. März 1900 auf Betreiben von Theodor Mommsen zum Ehrenmitglied der Akademie ernannt. Die Stiftung trägt heute den Namen Hermann und Elise geborene Heckmann Wentzel-Stiftung, Nutznießerin ist die Berlin-Brandenburgische Akademie der Wissenschaften.